# Флаг Таганрога
Флаг муниципального образования «Город Таганро́г» Ростовской области Российской Федерации является опознавательно-правовым знаком, служащим официальным символом муниципального образования.
Флаг утверждён 24 февраля 1995 года и 26 декабря 2002 года внесён в Государственный геральдический регистр Российской Федерации с присвоением регистрационного номера 1055.

## Описание флага
Впервые флаг города Таганрога был утверждён 24 февраля 1995 года решением городской Думы № 113.

Флаг города Таганрога представляет собой прямоугольное полотнище (соотношение высоты и длины — 1:2) из пяти разноцветных горизонтальных полос — трёх белых (по краям и в центре полотнища) и двух голубых, в центре изображается два якоря золотого (золотистого) цвета накрест и на них — кадуцей золотого (золотистого) цвета.

25 июля 2002 года, решением городской Думы № 328, было утверждено новое положение о флаге города и предыдущее положение было признано утратившим силу. Среди прочего, в описание флага были внесены незначительные изменения, сам рисунок флага остался без изменений:

Флаг города Таганрога представляет собой полотнище с соотношением сторон 1:2, разделённое по горизонтали на пять равновеликих полос — попеременно три белых и две голубых; в центре, поверх полос, располагается жёлтая композиция в виде кадуцея, наложенного на два соединённых накрест якоря.

25 октября 2007 года, решением городской Думы № 537, в целях повышения общественно-политического, духовного и патриотического значения официальных символов муниципального образования «Город Таганрог», было утверждено новое положение о флаге города и предыдущее положение было также признано утратившим силу. Рисунок и описание флага остались без изменений.